# Betta persephone
Betta persephone е вид лъчеперка от семейство Osphronemidae. Видът е критично застрашен от изчезване.

## Разпространение
Разпространен е в Малайзия.